# Wijken en buurten in Ouderkerk
De Nederlandse gemeente Ouderkerk is voor statistische doeleinden onderverdeeld in wijken en buurten. De gemeente is verdeeld in de volgende statistische wijken:
- Wijk 00 Ouderkerk aan den IJssel (CBS-wijkcode:064400)
- Wijk 01 Gouderak (CBS-wijkcode:064401)

Een statistische wijk kan bestaan uit meerdere buurten. Onderstaande tabel geeft de buurtindeling met kentallen volgens het Centraal Bureau voor de Statistiek (2008):
| CBS-buurtcode | Buurtnaam                        | Inwonertal | Opp. totaal (ha) | Opp. land (ha) | Ligging                |
| ------------- | -------------------------------- | ---------- | ---------------- | -------------- | ---------------------- |
| BU06440000    | Ouderkerk aan den IJssel         | 4080       | 251              | 230            | Locatie in de gemeente |
| BU06440008    | Verspreide huizen in het Noorden | 1450       | 619              | 566            | Locatie in de gemeente |
| BU06440009    | Verspreide huizen in het Oosten  | 160        | 944              | 927            | Locatie in de gemeente |
| BU06440100    | Gouderak                         | 2460       | 1039             | 989            | Locatie in de gemeente |